# Microsa
Microsa Platnick & Shadab, 1977 è un genere di ragni appartenente alla famiglia Gnaphosidae.

## Distribuzione
Le tre specie note di questo genere sono state reperite in America centrale: nelle Piccole Antille (isole Vergini e Cuba) e nelle isole Bahama.

## Tassonomia
Le caratteristiche di questo genere sono state determinate sulla base delle analisi effettuate sugli esemplari di Microsa chickeringi Platnick & Shadab, 1977.
Non sono stati esaminati esemplari di questo genere dal 2007.
Attualmente, a novembre 2015, si compone di tre specie:
- Microsa chickeringi Platnick & Shadab, 1977[2] — isole Vergini
- Microsa cubitas Alayón & Platnick, 1993 — Cuba
- Microsa gertschi Platnick, 1978 — isole Bahama